# Samuel Morrison Munro
Samuel Morrison es un obispo anglicano chileno . Es el primer obispo de la Iglesia Anglicana de Chile de la ciudad de Valparaíso, la cual es parte de la Provincia eclesiástica número 40. Ha sido parte de ciclos de oraciones por parte de la Iglesia Anglicana de Chile en el año 2020.